# János Fodor (zapaśnik)
János Fodor (ur. 1957) – węgierski zapaśnik walczący w stylu klasycznym.
Zajął czwarte miejsce na mistrzostwach świata w 1981. Szósty na mistrzostwach Europy w 1980. Siódmy w Pucharze Świata w 1982. Wicemistrz świata juniorów w 1977 i Europy młodzieży w 1976 roku